# Trzebiatów
Trzebiatów (in tedesco Treptow an der Rega) è un comune urbano-rurale polacco del distretto di Gryfice, nel voivodato della Pomerania Occidentale.
Ricopre una superficie di 225,44 km² e nel 2007 contava 16 836 abitanti.

## Geografia fisica
La città si trova sul confine settentrionale del Voivodato della Pomerania Occidentale ed è circondata su tre lati dal fiume Rega, che dopo undici chilometri sfocia nel Mar Baltico. Occupa una superficie di circa nove km2 e si trova a un'altezza di 8,5 m s.l.m.. Le città principali più vicine sono Stettino (108 km) e Koszalin (Köslin) (92 km). 
Swinemünde, collegata a Ystad, Malmö e Copenaghen dista 80 km. Nella città s'incontrano le statali n. 102 (Międzyzdroje (Misdroy) – Kołobrzeg (Kolberg)), 103 (Kamień Pomorski (Cammin) – Trzebiatów) e 109 (Mrzeżyno (Deep) – Płoty (Plathe)).
Il tratto di ferrovia Koszalin–Goleniów passa dalla città.